# Halicampus dunckeri
Halicampus dunckeri is een straalvinnige vissensoort uit de familie van zeenaalden en zeepaardjes (Syngnathidae). De wetenschappelijke naam van de soort is voor het eerst geldig gepubliceerd in 1929 door Chabanaud.